# 基世王
基世王（もとよおう、生没年不詳）は、平安時代初期から前期にかけての皇族・貴族。大宰帥・仲野親王の三男。官位は従四位下・因幡権守。

## 経歴
貞観9年（867年）二世王の蔭位により無位から従四位下に叙される。元慶7年（883年）下総守、元慶8年（884年）山城権守、仁和5年（889年）因幡権守と陽成朝末から光孝朝にかけて地方官を歴任した。

## 官歴
注記のないものは『日本三代実録』による。
- 貞観9年（867年） 正月7日：従四位下（直叙）
- 元慶7年（883年） 正月：下総守[1]。
- 元慶8年（884年） 5月26日：山城権守
- 仁和5年（889年） 正月：因幡権守[1]。

## 系譜
『尊卑分脈』による。
- 父：仲野親王
- 母：不詳
- 妻：不詳
  - 女子：因幡 - 古今和歌集歌人